# Street (skateboard)

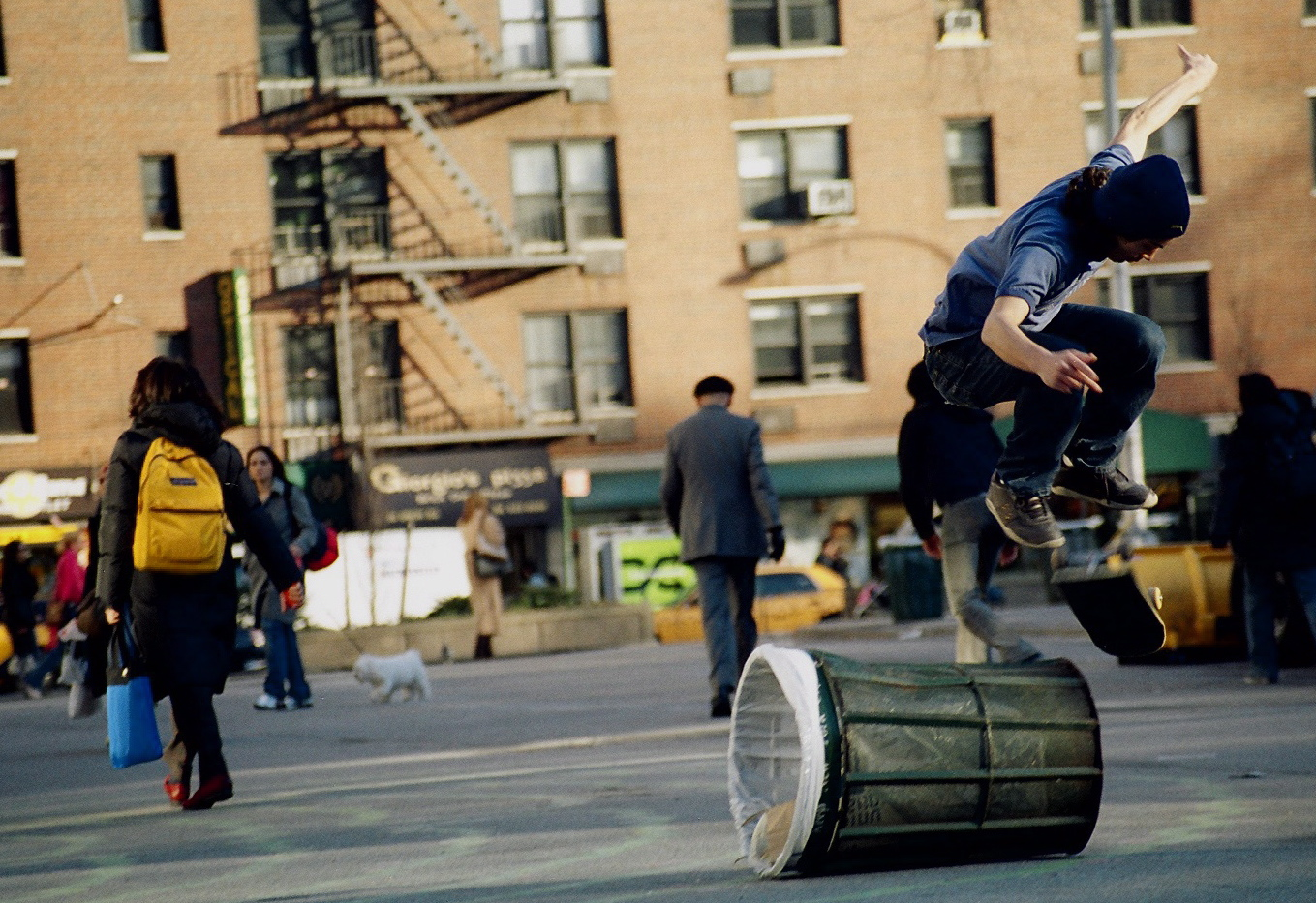
Esempio di street skateboarding su strada a New York

Lo street skateboarding (letteralmente "skateboard di strada" in inglese), noto anche con la dicitura italianizzata "skate street", è una variante dello skateboard che prevede l'uso di strutture urbane per compiere i trick flatground.

## Caratteristiche
Gli skater che si dedicano a tale specialità utilizzano strutture quali ringhiere, panchine, cassonetti, muretti e marciapiedi come supporti per le loro acrobazie.

## Tavola
Le tavole dello skate street sono studiate per permettere l'esecuzione di semplici trick e, allo stesso tempo, per poter resistere alle asperità urbane. Le dimensioni delle ruote possono variare in base alle preferenze dello skater; più sono grandi, però, più risulta difficile eseguire i trick. Alcuni preferiscono una tavola direzionale, con la punta anteriore (il nose) più pronunciata; tuttavia, le tavole più diffuse per lo street sono le cosiddette popsicle, con nose e tail che presentano la stessa forma. In generale si preferiscono tavole piccole.

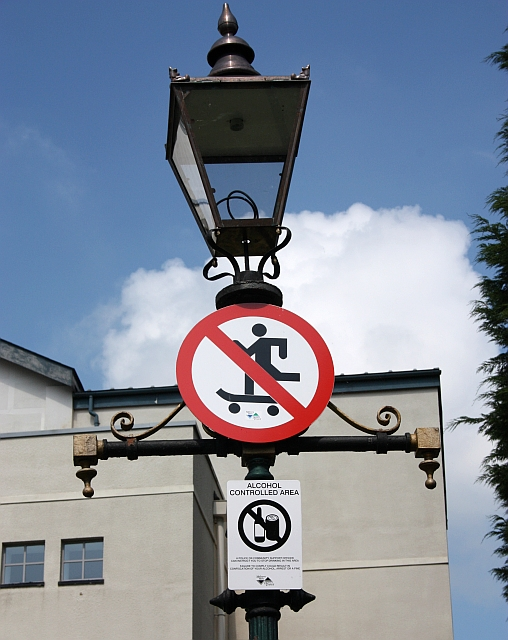
Cartello che vieta lo skateboard in un parco inglese

## Diffusione

### Nel mondo
Sebbene in molti Paesi l'utilizzo di acceleratori sia consentito, vi sono comunque numerose polemiche sulla pratica dello skate street, che può comportare diversi rischi per i pedoni. Gli skater si ritrovano spesso ad affrontare poliziotti e guardie di sicurezza durante le loro sessioni. In molte città vengono utilizzati i cosiddetti "skatestopper" (pezzi di ferro o alluminio installati sull'arredo urbano) per impedire la realizzazione di trick. Nonostante l'esistenza degli skatepark, strutture attrezzate per l'uso di skateboard, BMX e pattini, gli skater puristi ritengono "autentico" solo lo skateboard urbano.

### In Italia
In Italia l'uso di acceleratori di andatura è illegale sia sui marciapiedi sia sulla carreggiata. Nonostante ciò, gli skatepark in Italia sono spesso sono fatiscenti al punto da essere pericolosi per gli utenti o inadatti a soddisfare le necessità degli skater, i quali sono costretti ad usare strutture cittadine in mancanza di alternative.